# Suchy Wierch Sielnicki
Suchy Wierch (słow. Suchý vrch, Homôľka, 1477 m) – mało wybitny szczyt w słowackich Tatrach Zachodnich. Znajduje się w zachodniej grani Ostrej, która oddziela główny ciąg Doliny Suchej Sielnickiej od jej odnogi – Doliny Guniowej. W grani tej pomiędzy Suchym Wierchem a Ostrą położona jest płytka przełęcz Sucha Przehyba (1451 m). Na Suchym Wierchu grań rozgałęzia się na dwie odnogi; jedna biegnie w północno-zachodnim kierunku i opada do Doliny Suchej, druga, dłuższa, zwana Suchym Groniem opada w południowo-zachodnim kierunku. Niżej grzbiety te rozdzielają się jeszcze raz i pomiędzy ich odnogami znajduje się Jaworowy Żleb. Grzbiet Suchego Gronia oddziela Jaworowy Żleb od Żlebu pod Suchym (zwanego też Żlebem pod Gomółką).
Suchy Wierch jest całkowicie zalesiony. Nie ma też znaczenia turystycznego, brak tutaj szlaków turystycznych i znajduje się na obszarze ochrony ścisłej obejmującym niemal całą Dolinę Suchą Sielnicką. Dawniej istniała turystyczna, nieznakowana ścieżka z przełęczy Przedwrocie na przełęcz Suchą Przehybę pod Suchym Wierchem.